# Lady Marmalade
"Lady Marmalade" er en sang skrevet af Bob Crewe og Kenny Nolan. Sangen er berømt for sin seksuelle hentydning i omkvædet "Voulez-vous coucher avec moi (ce soir)?", der oversættes til "Vil du gå i seng med mig (i nat)?". Sangen blev oprindeligt indspillet i 1974 af gruppen Eleventh Hour. Den blev først et populært hit, da den amerikanske pigegruppe Labelle indspillede et coverversion af den. Labelle fik sangen ind på førstepladsen på Billboard Hot 100 i en enkelt uge, og den toppede også det canadiske RPMs nationale singlehitliste.
Sangen er blevet indspillet i mange coverversioner over årene. I 1998 udgav den britiske pigegruppe All Saints en udgave af sangen, der toppede den engelske UK Singles Chart. I 2001 blev der indspillet en version af sangerne Christina Aguilera, Anne Custis, Mýa, Pink og rapper Lil' Kim til soundtracket til filmen Moulin Rouge!. Denne version nåede nummer ét på  Billboard Hot 100 i fem uger, og den toppede også i Storbritannien. "Lady Marmelade" var den niende sang, der nåede nummer ét med to forskellige musikgrupper i USA.